# Зурара, Гомеш Эанеш де
Го́меш Эа́неш де Зура́ра (порт. Gomes Eanes de Zurara); встречаются также написания и Азура́ра (Azurara); ок. 1410/20—1474) — второй из крупных хронистов Португалии (после Фернана Лопеша), летописец раннего этапа португальских географических открытий.

## Биография
Его отцом был Жуан Эанеш де Зурара, каноник епархий Коимбры и Эворы. Имена матери и других членов семьи неизвестны: мать, вероятно, была служанкой или любовницей отца. Имя «Зурара» или «Азурара» происходит от названия местности.
Точный год рождения Гомеша Эанеша не установлен: очевидно, он приходится на второе десятилетие XV века, то есть между 1410 и 1420 годами, ближе к первой из этих дат.
В юности (видимо, ещё при короле Дуарте I) Зурара был принят при дворе как паж и поступил на службу в придворную библиотеку и архив. Благодаря своим способностям он удостоился покровительства короля Афонсу V Африканского, который распорядился, чтобы Зурара получил образование вместе с сыновьями фидалгу (дворян). По предположению видного португальского филолога Рейша Бразила, Зурара в этот период был назначен помощником Фернана Лопеша — первого из крупных хронистов и главного хранителя архива Торре ду Томбу (гуарда-мор, guarda-mor da Torre do Tombo) .
В письме от 29 марта 1451 года Афонсу V назначил Зураре, которого называет в этом документе рыцарем своего дома и хронистом, ежегодную пенсию в размере 6 000 белых реалов с января этого же года. Одновременно королевским указом Гомеш Эанеш был назначен хранителем королевской библиотеки и приблизительно в те же годы получил звание комендадора ордена Христа. В документе 1459 года он уже именуется комендадором Пиньейру-Гранде и Гранжа-ду-Улмейру.
6 июня 1454 года Зурара был назначен главным хранителем Торре ду Томбу и королевским хронистом, сменив в этой должности Фернана Лопеша, который оставил пост из-за преклонного возраста. В том же году Афонсу V по просьбе Зурары предоставил пожалования Гарсии Анишу и Афонсу Гарсии. Письмом от 6 февраля 1461 года король подтвердил усыновление Зурары Марией Аниш и передачу ему в дар с её стороны земли в Рибатежу, а также нескольких домов во фрегезии (приходе) Сан-Жулиан в Лиссабоне. Известно также, что Зурара занимал должность поверенного (procurador) монастыря Санта-Мария-де-Алмоштер Ордена святого Бернарда.
Для написания «Хроники Дона Дуарте де Менезеша» по поручению короля Афонсу V Зурара в 1473 году предпринял путешествие в Северную Африку (Марокко). Об этом сообщает Дамиан де Гойш в 23 главе своей «Хроники Принца Дона Жуана»: «…[Дон Афонсу] в месяце августе [послал] в Алкасер-Сегер Гомеша Эанеша де Зурару, дабы там осведомиться о деяниях и подвигах графа Дона Дуарте и написать для него собственную хронику, как он и сделал, год тому назад. И для завершения хроники он вернулся в королевство».
Из дошедших до нас документов следует, что Зурара умер между 19 декабря 1473 года и 2 апреля 1474 года. До настоящего времени не удалось установить точную дату его смерти.
Как рыцарь ордена Христа Зурара был обязан соблюдать обет безбрачия, однако известно, что у него был один сын (Гонсалу Гомеш де Зурара) и две дочери (Катарина да Силвейра и Филипа Гомеш), которые были признаны законнорождёнными документом короля Жуана II.

## Эрудиция
Согласно сведениям Маттео де Пизано, Зурара вступил в зрелый возраст, имея весьма слабую литературную подготовку. Однако его произведения, насыщенные цитатами из трудов различных авторов, доказывают, что к моменту их написания Зурара уже обладал обширной литературной эрудицией, которую редко можно было встретить у писателей его времени. Несомненно, он обязан этим образованию, полученному у учителей инфантов королевского дома, а также постоянному и вдумчивому чтению книг из собрания королевской библиотеки (большинство из которых были написаны на латыни, хотя имелись уже и португальские переводы). Лучше всего об этом свидетельствует сам Зурара в 39 главе «Хроники взятия Сеуты»: «…ибо я, что сию историю написал, прочитал весьма большую часть хроник и книг историков…».
Среди цитируемых Зурарой книг и авторов: 1) бо́льшая часть библейских книг и даже апокриф «Пастырь Гермы»; 2) отцы церкви — св. Иоанн Златоуст, св. Иероним, св. Августин, св. Фома Аквинский, св. Бернард, св. Альберт (Альберт Великий); 3) древнегреческие авторы — Гомер, Гесиод, Геродот, Платон, Аристотель, Птолемей, а также писавший на греческом языке еврейский историк Иосиф Флавий; 4) древнеримские авторы — Цезарь, Тит Ливий, Цицерон, Овидий, Саллюстий, Валерий Максим, Плиний, Лукан, Сенека, Вегеций; 5) средневековые авторы — Павел Орозий, Исидор Севильский, Лукас де Туй, Родриго Толедский, Пётр Ломбардский, Эгидий Римский, Иоанн Дунс Скот; 6) итальянские авторы — Данте, Боккаччо, Марко Поло; 7) арабские авторы — Альфраган, Авиценна. Он также был знаком с более ранними испанскими и французскими хрониками, а также с рыцарскими романами.
Налицо и его познания в области космографии, особенно Средиземноморья и большой части африканского континента, что хорошо видно по «Хронике открытия и завоевания Гвинеи».
Знание Зурарой астрологии таково, что Пизано утверждает даже, что он был «выдающимся астрологом» («notabilis astrologus»). Как представляется, немалая часть этих знаний была почерпнута Зурарой из произведения Клавдия Птолемея «Opus quadripartitum de astrorum judiciis».
Основываясь на эрудиции Зурары, Р. Бразил утверждает, что он «…являет наглядные признаки писателя Предвозрождения…».

## Хроники

### Характер исторических хроник Зурары
В своих хрониках Зурара сосредотачивается на оценке великих личностей, описывая их героические деяния и доблести, хотя никогда и не отходя при этом от исторической объективности настолько, что, не располагая достоверными данными, он предпочитает оставлять некоторые сюжеты незаконченными. Если творчество его предшественника Фернана Лопеша можно условно охарактеризовать как «хронику народа», то творчество Зурары — как «хронику героев».
Хотя в глазах историков Зурара, как правило, всегда находился в тени масштабной фигуры Лопеша (его обвиняли в безразличном отношении к социальным процессам, приверженности индивидуалистической концепции общества и возвеличивании исключительно бранных подвигов воинственной знати), тем не менее, в последнее время налицо тенденция к признанию подлинных заслуг этого автора, труды которого отражают многие важнейшие аспекты португальской экспансии, а также культуры и менталитета португальского общества XV века.

### «Хроника взятия Сеуты» (Crónica da Tomada de Ceuta,1449—1450)
Написана как третья часть «Хроники Короля Дона Жуана I». Автор начинает хронику с описания волнений, вспыхнувших среди молодых представителей португальской знати в связи с заключением в 1411 году Айльонского соглашения о двадцатилетнем мире между Португалией и Кастилией: положение феодальной знати таково, что она постоянно нуждается в ведении государством войн. Зурара раскрывает возникшую таким образом общественно-политическую проблему на примере ещё не посвящённых в рыцари молодых инфантов Дуарте, Педру и Энрике, оттеняемых старыми героями битвы при Алжубарроте 1385 года: этим принцам срочно требуется война для своего утверждения в качестве будущих властителей королевства и политической легитимизации. Подобное стремление, наряду с другими причинами, в итоге приводит к решению завоевать Сеуту.
В хронике присутствует также вписанный в политическую культуру того времени средневековый идеал крестового похода, которым руководствовались, в частности, португальские короли Жуан I и Дуарте I и главным образом — инфант Генрих Мореплаватель.
Автор, несмотря на всё своё преклонение перед личностью Генриха Мореплавателя, критикует в этом произведении молодого принца Энрике, указывая на непоследовательность и чрезмерное честолюбие его действий при осаде Сеуты. Фактически Зурара показывает, что взятие города состоялось, прежде всего, благодаря принцу Дуарте.

### «Хроника открытия и завоевания Гвинеи» (Crónica do Descobrimento e Conquista da Guiné,1452—1453)
Первая в истории летопись географических открытий и первоначального развития экспансии португальцев под руководством Генриха Мореплавателя, которому посвящено произведение. Гигантская фигура принца, предстающая перед нами в «Хронике», воплощает дух португальского экспансионизма и историческую связь судеб Португалии с мореплаванием. Вместе с тем Зурара воздает должное первым португальским мореплавателям (более 50 из которых были слугами инфанта), многих из которых знал лично.
Зурара суммирует причины, побудившие Генриха Мореплавателя снарядить экспедицию по другую сторону мыса Бохадор — в то время крайнего морского предела для всего христианского мира. Согласно Зураре, инфантом руководили географическая любознательность, неотделимая от поиска новых рынков, где португальцы могли бы вести торговлю, не опасаясь конкуренции, желание разведать, насколько далеко простирается мощь мусульман в Африке, стремление распространить христианскую веру и поиск новых союзников (а именно, Пресвитера Иоанна — легендарного могущественного христианского государя, царство которого часто помещали к югу от мусульманского Магриба) для священной войны против ислама, которую Генрих, христианский принц и великий магистр Ордена Христа, не только считал войной законной и справедливой, но и воспринимал её как свой долг.
Подобно другим произведениям, рассказывающим о португальских географических открытиях, «Хроника открытия и завоевания Гвинеи» показывает торгово-экономические интересы, побудившие португальцев предпринять исследование морского пространства, и трудности при встрече с воинственными племенами, населявшими гвинейское побережье.
При написании хроники Зурара, современник описываемых событий, использовал все доступные ему устные и письменные источники, в частности, не дошедшую до нас «Историю завоеваний португальцев вдоль побережья Африки» (História das Conquistas dos Portugueses pela Costa da África), написанную Афонсу ди Сервейрой, секретарём (или писарем) Генриха Мореплавателя.

### «Хроника графа Дона Педру де Менезеша» (Crónica do Conde D. Pedro de Meneses,1459—1463)
Герой этой хроники был первым капитаном Сеуты. Описываются сражения с намеревавшимися вернуть Сеуту маврами, которые продолжались все двадцать два года пребывания графа Педру де Менезеша в должности капитана.
Хроника была написана по просьбе герцогини ди Браганса, дочери графа.

### «Хроника Дона Дуарте де Менезеша» (Crónica do Conde D. Duarte de Menezes,1464—1468)
Повествует о деяниях капитана Алкасер-Сегера Дуарте де Менезеша — сына графа Педру де Менезеша, охватывает события от битвы при Алкасер-Сегере (1458 год) до 1464 года, когда Дон Дуарте погиб при попытке спасти жизнь Афонсу V во время столкновения в Бенакофу.
Для завершения этой хроники Зурара в 1473 году совершил путешествие в Марокко, где записал устное свидетельство Энрике де Менезеша — сына Дона Дуарте, а также других португальцев и мусульман в Алкасер-Сегере.

### Утерянные хроники
До нас не дошли следующие труды Зурары: «Хроника Дона Фернанду», графа де Вила-Реал, «Хроника Дона Дуарте» (короля Дуарте I) и, частично, «Хроника Дона Афонсу V».

## Портреты Зурары
Согласно португальскому историку Жозе де Фигейреду, изображение Зурары присутствует на знаменитом «Полиптихе святого Винсента» Нуну Гонсалвеша. Речь идёт о фигуре, изображённой слева вверху. Это человек лет шестидесяти, грузного сложения, с морщинистым безбородым лицом, на котором заметно подобие шрама. Он облачён в наглухо застёгнутое тёмное одеяние и носит на голове высокую чёрную шапку цилиндрической формы. В левой руке он держит объёмистую, красиво украшенную книгу с металлическими застёжками.
Скульптурное изображение Зурары присутствует среди восьми статуй, окружающих пьедестал памятника Камоэнсу в Лиссабоне работы скульптора Виктора Баштуша (1860), а также среди фигур Памятника первооткрывателям (1960).

## Опубликованные произведения

### На португальском языке
- «Chronica del Rei D. Joam I de boa memória. Terceira parte em que se contam a Tomada de Ceuta» (Lisboa, 1644).
- «Chronica do Conde D. Pedro de Menezes», Colecção de Livros Inéditos de Historia Portugueza, vol. II. Lisboa, 1792.
- «Chronica do Conde D. Duarte de Menezes», Colecção de Livros Inéditos de Historia Portugueza, vol. III. Lisboa, 1793.
- «Crónica do Descobrimento e Conquista de Guiné escrita por mandado de ElRei D. Affonso V (…)», introdução, ilustração e notas do Visconde de Santarém, Paris, J. P. Aillaud, 1841.
- «Crónica da Tomada de Ceuta por El-Rei D. João I», publicada pela Academia das Ciências de Lisboa, por Francisco Maria Esteves, Lisboa, 1915.
- «Crónica do Descobrimento e Conquista da Guiné», segundo o manuscrito de Paris. Modernizada, com notas, glossário e uma Introdução por José de Bragança. Dois volumes, Porto, 1937.
- «Crónica dos Feitos Notáveis Que Se Passaram na Conquista da Guiné por Mandado do Infante D. Henrique», Academia Portuguesa da História, dois volumes, 1978. Estudo crítico e anotações pelo académico de mérito Torquato de Sousa Soares.
- «Crónica do Descobrimento e Conquista da Guiné», nota introdutória, actualização de texto e notas de Reis Brasil, Mem Martins, Publicações Europa-América, cop. 1989.
- «Crónica da Tomada de Ceuta», introdução e notas de Reis Brasil, Mem Martins, Publicações Europa-América, cop. 1992.

### Переведённые на английский язык
The Chronicle of Discovery and Conquest of Guinea, Gomes Eannes de Azurara, Charles Raymond Beazley, Edgar Prestage, 2 vols. issued by the Hakluyt Society, London, 1896—1899.
- Volume 1 online
- Volume 1 online

### Переведённые на русский язык
Гомиш Ианиш ди Зурара. Хроника достославных событий, кои произошли при завоевании Гвинеи по приказу инфанта Дона Энрики (Хроника открытия и завоевания Гвинеи). Восточная литература. — Перевод с португальского — О. Дьяконов.